# Parafilaroides decorus
Parafilaroides decorus is een rondwormensoort uit de familie van de Filaroididae. De wetenschappelijke naam van de soort is voor het eerst geldig gepubliceerd in 1947 door Dougherty & Herman.